# Noemí Serantes
Noemí Serantes (Buenos Aires, Argentina, 6 de febrero de 1960) es una actriz, locutora, directora de teatro y conductora argentina que trabajó en numerosos proyectos para teatro y televisión, a veces en forma individual y otras junto a su fallecida hermana gemela Liliana Serantes.

## Carrera
Junto a su hermana Liliana se convirtió a través de un concurso, a los siete años, en la imagen del entonces pujante Canal 9. Desde ese momento se las conoció como: "Nu y Eve las mellicitas del nueve". 

## Cine
- 1970: Blum.
- 1978: Un idilio de estación.
- 2000: Cabecita rubia.
- 2021: Olaf.

## Televisión
| Año           | Título                                     | Personaje        | Productora         | Notas        |  |
| ------------- | ------------------------------------------ | ---------------- | ------------------ | ------------ |  |
| 1968          | Nu y Eve, Circus                           |                  | Canal 9            |              |  |
| 1968          | La Pandilla del Tranvía                    |                  | Canal 9            |              |  |
| 1969 - 1980   | Nuevediario                                |                  | Canal 9            |              |  |
| 1969          | Alta comedia                               |                  | Canal 9            |              |  |
| 1971          | Estación Retiro                            |                  | Canal 9            |              |  |
| 1972 - 1973   | Todo es amor                               |                  | Canal 9            |              |  |
| 1973          | Lo mejor de nuestra vida... nuestros hijos |                  | Canal 9            |              |  |
| 1973          | Nuevediario Extra (Servicio Meteorológico) |                  | Canal 9            |              |  |
| 1974          | La Chona contesta por un millón de pesos   |                  | Canal 9            |              |  |
| 1974          | Obras Maestras del Terror Universal        | Ep: "Los muertos | Canal 9            |              |  |
| 1974          | Ciclo de teatro argentino                  |                  | Canal 9            |              |  |
| 1974          | Pasado, presente y amor                    |                  | Canal 9            |              |  |
| 1975          | La aventura de vivir                       |                  | Canal 9            |              |  |
| 1975          | Alta comedia                               | Ep: "Bellísima"  | Canal 9            |              |  |
| 1975 - 1978   | La familia Super Star                      | María Inés       | Canal 9            |              |  |
| 1978          | Espectacular de Juan Verdaguer             |                  |                    |              |  |
| 1980          | Tato vs Tato                               |                  | Canal 13           |              |  |
| 1980 - 1981   | Galería                                    | Noemí            | ATC                |              |  |
| 1982 - 1983   | La gran ocasión                            |                  | Canal 11           |              |  |
| 1982 - 1984   | Venga a bailar                             |                  | Canal 11 / Canal 9 |              |  |
| 1983 - 1984   | Cuando es culpable el amor                 |                  | Canal 9            |              |  |
| 1984          | Entre el amor y el poder                   |                  | Canal 9            |              |  |
| 1985 - 1987   | De todo con Landriscina                    |                  | Canal 9            |              |  |
| 1985          | Sonrisas Once                              |                  | Canal 11           |              |  |
| 1986          | Dos para una mentira                       | Marilyn          | Canal 9            |              |  |
| 1986          | La cruz de papel                           |                  | Canal 11           |              |  |
| 1987 - 1989   | Las claves del nueve                       |                  | Canal 9            |              |  |
| 1988          | La cuñada                                  |                  | Canal 9            |              |  |
| 1988          | El teatro de Darío Víttori                 |                  | Canal 2            |              |  |
| 1988 - 1990   | Vivan los novios!                          |                  | Canal 11           |              |  |
| 1989          | Stress                                     |                  | Canal 13           |              |  |
| 1989          | La ola verde                               |                  | Canal 11           |              |  |
| 1989 - 1990   | La magia de las mellizas                   |                  | Canal 2            |              |  |
| 1996          | Informe X2                                 |                  | TVA                |              |  |
| 2004 - 2005   | Vivir a pleno                              |                  | Plus Satelital     |              |  |
| 2006          | Un cortado, historias de café              |                  | Canal 7            |              |  |
| 2006          | Casados con hijos                          |                  | Telefe             |              |  |
| 2006          | RA Mercosur                                |                  | Canal 7            |              |  |
| 2015-2016     | Abriendo Caminos                           |                  | Canal Metro        |              |  |
| 2019          | Quién quiere ser millonario                | Ella misma       | Telefe             | Participante |  |
| 2021-presente | Año 1790, Martes Nórdicos                  |                  | Films & Arts       |              |  |

## Radio
- Después del Teatro, 2003. Radio Belgrano.
- Escenarios, 2004. Radio Belgrano.
- Folcloreando con Noemí Serantes, 2005. Radio Activa.
- Claves en confianza, 2005. Radio El Sol.
- Folcloreando con Noemí Serantes, 2007. Radio Activa.
- Escenarios, 2008. Radio Caseros.
- Serantes con todo, 2009 - 2012. Radio El Sol / Radio Caseros.
- Serantes con todo, 2016. Radio El Sol.
- Serantes con todo, 2016-presente, por la misma emisora AM 1450: Radio El Sol.
- Escenarios, 2019-presente, por la misma emisora AM 1450: Radio El Sol.

## Teatro
- Bienvenida Alegría, 1979 junto a Aldo Bigatti y Noemi Serantes.
- Humorovich 82, 1982.
- Margarito Fiesta, 1982.
- Cuentos de nunca…, 1982.
- Sexocracia, 1984.
- Frutillitas, 1984 / 1985.
- El mundo de Frutillitas, 1985.
- Frutillitas y el señor Sol, 1986.
- La visita que no tocó el timbre, 1987.
- Los Ositos Cariñosos con Frutillitas, 1987.
- Frutillitas y el señor Sol, 1988.
- Con la mía no te metas, 1989.
- Bosque de mellizas, 1989 / 1990.
- Yo me bajo en la próxima... ¿y usted?, 1989.1990
- Fantasía espacial, 1991 / 1992.
- Robotime, 1993.
- Frutillitas y el señor Sol, 1996.
- El Jorobado de Notre Dame, 1997. (Actuación y Dirección).
- Y tu nombre será... Jesús (María), 1997 /1999.
- Cenicienta, 2003 / 2004. (Dirección).
- El Jorobado de Notre Dame, 2004. (Adaptación y Dirección).
- La Soledad... una historia de tango, 2004.
- Maldito dinero, 2008.Dirección.
- El Jorobado de Notre Dame, 2008. (Versión).
- Bonita... Lucas me quiere a mí. (2013-2014).
- Varieté... enero, (2017).

## Premios
- Gaviota de Oro a la Mejor Actriz Protagónica ("Yo me bajo en la próxima… ¿y usted?").
- Premio Globo a la Mejor Actriz Protagónica ("Y tu nombre será… Jesús").
- Premio Negrito Manuel a la Mejor Conductora ("Folcloreando con Noemí Serantes").
- También ganó los premios Gallo de Oro (por "Las claves del 9"), el Humanidad 95 (por su programa infromativo para chicos "Informe × 2"). Este último programa estuvo ternado, además, en los premios Martín Fierro.
- Por su labor en la obra "Frutillitas" fue merecedora del Estrella de Mar. Fue condecorada, además, con el Neptuno al Arte por su trabajo en la comedia "Con la mía no te metas".
- Su programa de radio "Serantes con todo" ganó los premios Tango 2009 (en la categoría Mejor Programa de Interés General) y el Sexto Sentido como Mejor Programa de FM de Argentina.

- Datos: Q24075676